# Hogna beniana
Hogna beniana este o specie de păianjeni din genul Hogna, familia Lycosidae. A fost descrisă pentru prima dată de Strand, 1913. Conform Catalogue of Life specia Hogna beniana nu are subspecii cunoscute.